# Neuropathie à axones géants
La neuropathie à axones géants est une neuropathie sévère à début précoce. Cette neuropathie est à la fois motrice et sensitive. Il existe aussi des manifestations d'une atteinte du système nerveux central comme des convulsions, des troubles cérébelleux, un syndrome pyramidal et un retard mental. 

## Épidémiologie
La maladie est très rare avec moins de 100 cas décrits.

## Cause
La maladie est due à une mutation du gène GAN produisant la protéine gigaxonine, avec une transmission autosomique récessive.

## Description
Les cheveux des personnes atteintes sont souvent très légèrement frisés ce qui peut constituer la première manifestation. Les déficits moteurs apparaissent lors de la première décade, suivi par des troubles cognitifs. Le décès survient vers la trentaine

## Piste thérapeutique
La thérapie génique par injection intrathécal du gène permettrait de réduire ou de stopper l'évolution.

## Sources
- (en) Online Mendelian Inheritance in Man, OMIM (TM). Johns Hopkins University, Baltimore, MD. MIM Number: 256850
- (en) Vincent Timmerman, Gregor Kuhlenbäumer, Giant Axonal Neuropathy In : GeneReviews at GeneTests: Medical Genetics Information Resource (database online). Copyright, University of Washington, Seattle. 1997-2005. .